# Le Tour du monde sous les mers
Pour plus de détails, voir Fiche technique et Distribution.
Le Tour du monde sous les mers (Around the World Under the Sea) est un film américain réalisé par Andrew Marton, sorti en 1966.

## Synopsis
La Terre est menacée par d'inquiétantes secousses. Le Pr Boren charge les savants Doug Standish et Craig Mosby d'embarquer à bord de l'Hydronaute, un sous-marin ultra-moderne, afin d'installer des sismographes sous la mer. Accompagnés d'une équipe de spécialistes, trois hommes et une femme, ils entament une longue expédition...

## Fiche technique
- Titre français : Le Tour du monde sous les mers
- Titre original : Around the World Under the Sea
- Réalisation : Andrew Marton
- Scénario : Arthur Weiss et Art Arthur d'après une histoire d'E.M. Parsons
- Musique : Harry Sukman
- Photographie : Clifford Pollard
- Montage : Warren Adams
- Production : Andrew Marton et Ivan Tors
- Société de production : Ivan Tors Productions
- Société de distribution : Metro-Goldwyn-Mayer
- Pays de production :  États-Unis
- Langue : Anglais
- Format : Couleur - Mono - 35 mm - 2.35:1
- Genre : Aventures
- Durée : 110 min
- Dates de sortie :
  - États-Unis : 22 juin 1966, 20 juillet 1966 (New York)
  - Irlande : 8 juillet 1966
  - Allemagne de l'Ouest : 5 août 1966

## Distribution
- Lloyd Bridges (VF : Jean-Claude Michel) : Dr Doug Standish
- Brian Kelly (VF : Jean-Claude Balard) : Dr Craig Mosby
- Shirley Eaton (VF : Julia Dancourt) : Dr Margaret « Maggie » Hanford
- David McCallum (VF : Hubert Noël) : Dr Philip Volker
- Keenan Wynn (VF : Jean Violette) : Hank Stahl
- Marshall Thompson (VF : Gabriel Cattand) : Dr Orin Hillyard
- Gary Merrill (VF : Yves Brainville) : Pr August « Gus » Boren
- Ron Hayes (en) : Brinkman
- George Shibata (en) (VF : Jacques Thébault) : Pr Uji Hamuru
- Donald Linton : le vice-président
- Celeste Yarnall : une secrétaire